# Dawlat Shah (huyện)
Dawlat Shah là một huyện thuộc tỉnh Laghman, Afghanistan. Dân số thời điểm năm 1999 là 31,184 người.